# Monasterio de Nuestra Señora de Huerta (Bliecos)
El monasterio de Nuestra Señora de Huerta también conocido como Casa Prioral de San Martín de Finojosa fue un monasterio cisterciense que se encuentra situado en el término de Bliecos, provincia de Soria (España).  El monasterio estaba adscrito al monasterio de Santa María de Huerta junto con el monasterio de Santa María de Cántabos.

## Historia
El primer Abad que los monjes cistercienses tuvieron en nuestra provincia de Soria fue el Abad Rodulfo quien con algunos monjes del císter vinieron de
Berdoues (Gascuña) y el año 1144 fundaron el Monasterio de Santa María de Cántabos antiguo término que les donó Miguel Muñoz de Finojosa, señor de Hinojosa del Campo, de Bliecos y primer señor de la villa de Deza. En 1162 los monjes se trasladan al monasterio de Bernardos de Huerta de Ariza.
Eva de Hinojosa, madre de Rodrigo Jiménez de Rada y hermana de Martín Nuñez de Finojosa heredó de su padre, Miguel Muñoz de Finojosa, el Señorío de Bliecos donde se crio Rodrigo, como acredita el retrato que existe en la Casa Prioral. Rodrigo donó en 1244 la casa solariega que los Finojosa tenían en Bliecos al Monasterio de Huerta estableciéndose en ella una pequeña comunidad monástica constituyendo un priorato dependiente de Huerta. Sin embargo la relación con Huerta es más temprana ya que aparece confirmado en 1228 junto con Cántabos y Boñices, en el que se entrega la iglesia y los diezmos de la "granja de Bliecos".
En 1835, con arreglo a la Desamortización de Mendizábal, fueron expulsados los monjes usándose como ayuntamiento, casa parroquial y finalmente vendido a cuatro propietarios privados, conservándose en la actualidad casi íntegro convirtiéndose la iglesia en almacén y granero. La Casa Prioral ha sido restaurada recientemente por el padre Florentino García, natural de Bliecos.

## Descripción
El pequeño monasterio se configura con tres crujías, en torno a un pequeño patio central, quedando el lado oriental cerrado por un simple muro, en la actualidad prácticamente desaparecido. En la crujía sur se encuentra la Casa Prioral, la parte mejor conservada y recientemente restaurada. Tras la Desamortización de Mendizábal fue reformada recreciéndose huecos y balcones con recercos de ladrillo. Todavía conserva alguno de los huecos primitivos cegados. En la fachada que da al patio tiene un pequeño pórtico con tres arcos de medio punto.
Lo que debió ser iglesia o capilla ocupaba toda la crujía norte, hallándose en buen estado de conservación hasta que a comienzos del siglo XX sufrió un incendio que destruyó en parte la zona superior de los muros en su lado oriental. En el lado norte conserva el alero original compuesto por 14 canecillos. El testero de la capilla se encuentra totalmente alterado, abriéndose una puerta de cochera. La portada de acceso a la iglesia es muy sencilla, compuesta por un arco de medio punto sombre impostas biseladas con una pequeña cruz en relieve sobre la clave.